# Lista över sekreterare i Svea hovrätt
Detta är en lista över sekreterare i Svea hovrätt.

## Sekreterare i Svea hovrätt
- 1614–1619: Jacob Simonsson
- 1619–1630: Erik Geete
- 1630–1685: Aegidius Girs
- 1635–1642: Laurentius Petri
- 1642–1648: Bengt Ekehielm
- 1649–1651: Samuel Schillerfelt
- 1651–1652: Eric Dryselius
- 1652–1653: Johan Wattrang
- 1653–1654: Nils Burensköld
- 1654–1672: Eric Gyldenbring
- 1672–1689: Johan Ehrenhielm
- 1689–1691: Abraham Hylteen
- 1691–1692: Lars Lilliemarck
- 1692–1698: Johan Paulinus Lillienstedt
- 1698–1711: Magnus Sternell
- 1711–1718: Thomas Fehman
- 1714–1716: Johan Rosenstolpe
- 1716–1718: Olaus Benzelius
- 1718–1719: Eric Ehrenhjelnn
- 1719–1725: Olaus Benzelstjerna
- 1725–1731: Samuel Roselius
- 1781–1739: Martin Brusevitz
- 1789–1745: David Hollsten
- 1745–1747: Jonas Robeck
- 1747–1764: Carl Daniel Forelius
- 1764–1769: Johan Fredric Furtenbach
- 1771–1772: Nils Nordeman
- 1772–1799: Carl Fredric Lindenbaum
- 1800–1810: Josua Sylvander
- 1810–1834: Gustaf Schöne
- 1834–1866: Gustaf Schöne
- 1867–1889: Ernst Gustaf Björkman
- 1890–: Axel Emanuel Durling